# 프테로클라디아과
프테로클라디아과(Pterocladiaceae)는 진정홍조강 우뭇가사리목에 속하는 홍조식물과의 하나이다. 2속 28종으로 이루어져 있다.

## 하위 속
- 프테로클라디아속 (Pterocladia)
- Pterocladiella